# Anping
Anping is een district in het zuidwesten van Tainan in Republiek China (Taiwan). Tijdens de Nederlandse overheersing van Taiwan werd het gebied Dayuan (大員) of  Taijoan genoemd.
Toen Koxinga het gebied op de Nederlanders veroverde, immigreerden velen mensen uit de Quanzhouse grote gemeente Anhai naast de rivier Pu Jiang in Fujian. Hierdoor veranderden zij de naam van Dayuan/Taoyuan naar Anping, wat "vrede" betekent. Tegenwoordig zijn de ruïnes van Fort Zeelandia van de VOC er nog steeds te vinden.
De districtmeester van Anping heet Lin Kwo-Ming. In mei 2011 had Anping 62.917 inwoners.

## Tempels
- Drie grote openbare tempels van Anping
  - Kaitai Tianhoutempel van Anping
  - Guanyintempel van Anping
  - Chenghuangtempel van Anping